# 국민대표회의
국민대표회의는 1923년 중국 상하이 인민정부대례당에서 개최된 한국의 독립운동 계파간의 회의를 말한다. 이 회의에 모인 국내외 단체의 대표들은 대한민국 임시정부의 진로를 비롯한 독립운동 방안에 대해 논의하였다.

## 배경

### 임시정부를 둘러싼 갈등
상하이에 세워진 대한민국 임시정부는 이념과 출신지역에 따른 파벌로 인해 내부적으로 갈등을 겪고 있었다. 외교독립론을 주장한 이승만계, 무장독립론을 주장한 박용만계, 실력양성론을 내세운 안창호계로 대립되어 있었을 뿐만 아니라 이들은 또한 지역색에 따라 기호파와 서북파 등으로도 나뉘었다.
게다가 임시정부 자체의 대표성 또한 문제되고 있는 상황이었다. 특히 상하이 임시정부의 한성정부의 '승인'·'개조' 문제는 이후 임시정부의 분열과 함께 국민대표회의 개최를 야기한 중요한 요인 중 하나가 되었다.
상하이 대한민국 임시정부에서는 이승만·이동휘·박용만·문창범·안창호 등 각지의 명망가들을 각원으로 임명하였다. 그러나 신채호·김숙·박용만등은 이승만의 위임통치 청원 문제로, 문창범은 한성정부의 '승인'·'개조' 문제로 임시정부에 참여하지 않음으로써 임시정부는 민족운동세력을 전부 포함하지 못하게 된다. 뿐만 아니라 무장독립운동을 주장하던 이동휘가 1921년 탈퇴하고 뒤이어 안창호·남형우·김규식등도 탈퇴하여 임시정부는 사실상 '정부'의 역할과 기능을 상실하게 되었다.

### 국민대표회의 개최 요구
1921년 2월 김창숙·박은식·원세훈 등 독립운동가 15인이 1921년 2월 <우리 동포에게 고함>이라는 격문을 발표했다. 이 격문에서는 무능한 대한민국 임시정부에 대한 비판과 함께 국민대표회의를 열어 무장투쟁세력을 포함한 통일적인 정부와 독립운동방향을 수립할 것을 주장하였다. 이에 대해 김구를 비롯한 임시정부 각료들은 국민대표회의 소집운동을 정부패궤운동이라고 규정하고 반발하였다.
한 편 임시정부의 외교노선에 반대하고 무장투쟁 노선을 주장하던 신채호·박용만·신숙 등을 비롯한 8개 단체 대표들은 1920년 9월 북경에서 군사통일회를 조직한다. 여기에 참가한 하와이 독립단 대표 권성근은 이승만의 위임통치 청원 사실을 폭로하고, 이로써 군사통일회는 이승만을 성토하고 임시정부 불신임을 결의하게 된다. 곧이어 이들은 임시정부 불신임에 따른 제반문제를 논의하고 국내외의 독립군을 망라하여 국민대표회의를 소집할 것을 주장하고 5명의 준비위원을 뽑았다.
이어 1921년 5월 6일에는 만주지역의 김동삼·이탁·여준등이 액목현(額穆縣) 회의에서 <대한민국 임시정부개혁안>을 작성하고 국민대표회의 소집을 추진한다. 이렇게 국외 각지에서 임시정부를 부인하고 개조하자는 요구가 이어지자 상하이에서도 여운형·안창호 등에 의해 국민대표회의 소집문제가 제기된 후 국민대표회의 기성회가 결성되었고, 이를 토대로 1921년 8월 '국민대표회준비회'가 성립되었다.

## 경과

### 국민대표회준비회
그러나 국민대표회준비회의 활동은 김구 등 대한민국 임시정부옹호파의 반대, 대회경비에 따른 자금난 등으로 인해 부진하였다. 뿐만 아니라 여러 독립 운동 세력은 워싱턴에서 열린 태평양회의와 모스크바에서 열린 극동인민대표대회에 기대를 걸고 있었기 때문에 두 회의 개최 기간 중에는 일시 중단되었다. 그러나 두 국제회의에서 예상과 달리 큰 성과를 얻지 못하게 되자 결국 국민대표회준비회는 1922년 다시 활동을 재개하였다.

### 국민대표회의 개최

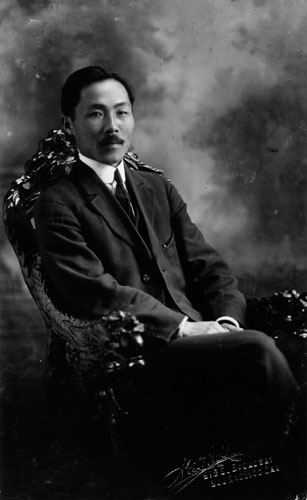
임시의장 안창호

1922년 5월 국민대표회준비회는 소집 선언서를 발표하고 9월 1일에 국민대표회의를 개최한다고 공고하였다. 이후 각처에서 국민대표회의 촉성회가 조직되는 등 활발한 준비 작업 끝에 마침내 국민대표회의가 1923년 1월 3일에 개막하였다. 여기에는 국내·상하이·만주일대·북경·간도일대·노령·미주 등의 135개 독립운동단체, 158여 명의 대표들이 모였으며 최종적으로 125명의 대표가 확정되었다.
먼저 안창호를 임시의장으로 한 예비 회의에서 본회의에 상정할 안건이 심의되고, 1월 31일부터 김동삼을 의장으로 본회의가 시작되었다. 국민대표회 본회의에서는 먼저 주비위원장 남형우의 경과보고가 있었고, 곧이어 회의를 진행할 의장단 선출에 들어갔다.
의장단의 구성은 국민대표회의에 참가한 독립운동단체들의 지역적 기반을 고려하여 의장에 김동삼, 부의장에 윤해·안창호 등을 뽑았다. 본회의는 회의규정 및 일정을 마련하고 독립운동방침을 효율적으로 논의하기 위해 군사·재무·외교·생계·교육·노동 등 6개 분과를 두었다. 회의는 분과를 중심으로 제반 문제를 구체적으로 토의하는 등 순조롭게 진행되었으나 시국문제, 즉 임시정부에 관한 의제가 논의되는 과정에서 의견대립이 나타나기 시작했다.

### 국민대표회의 내 갈등

#### 창조파와 개조파
1923년 3월 9일 본회의에 공포된 대한민국 임시정부의 개조 제의안(시국문제)에 대한 입장을 둘러싸고 회의는 크게 창조파(創造派), 개조파(改造派)로 분열되었다. 먼저 창조파는 대한민국 임시정부를 대신할 새로운 주체를 설립하자는 입장으로 북경과 노령에 기반을 둔 신채호·문창범·윤해 등이 중심이었다. 무장독립론을 주장했던 이동휘도 개조론의 입장을 취하고 있었다.
반면 노선의 일치보다는 대한민국 임시정부의 정통성을 중시하여 모인 개조파의 안창호•여운형·김동삼 등은 상하이와 만주를 기반으로 삼고 있었다. 개조파는 임정이 전 민족적 운동인 3.1운동의 결과물이며 현재도 국민의 지지를 받고 있다는 점과 성립 이후 민족해방운동을 지도해 왔다고 인식하였다. 따라서 이들은 창조파가 국민대표회의에서 새로운 최고기관을 만든다면 국민들이 인정하지 않을 것이라고 주장하였다.

#### 창조파의 탈퇴
창조파는 1923년 3월 21일 의장이 개조안을 본회의에 상정하려 하자 이에 반대하여 본회의에서 탈퇴하였다. 창조파의 탈퇴로 본회의 개최가 불가능해지자 28일부터는 창조파와 개조파가 참여하는 비공식회의가 열리게 되었다. 여기에서는 시국문제 토론을 유보할 것과 개조파인 안창호, 김철수 등이 임시정부와 임시의정원을 국민대표회의에 참가하도록 설득할 것을 합의되었다. 4월 11일부터 다시 정식회의가 개회되었으나 '개조'와 '창조'를 둘러싼 시국문제에 있어서는 의견이 좁혀지지 않았다.
이 때 서로 군정서군과 한족회는 각각 대표소환을 지시하여 당시 만주대표로 활동하던 개조파의 김동삼·배천택·김형식·이진산 등이 결국 국민대표회의에서 탈퇴했다(1923년 5월 15일).

## 국민대표회의 폐회

국민대표회의 개조파 성명서

이후 6월 3일 창조파만으로 진행된 회의에서는 새로운 기관을 세워 국호를 '한(韓)'으로 정하기로 결정하였다. 결국 창조파는 6월 7일 새로운 헌법 제정과 함께 국민위원회를 조직하고 국민대표회의 폐회를 선언하였다.
이에 대해 개조파 위원 57명이 반대성명을 냈으며 대한민국 임시정부 또한 이에 반대하여 내무총장인 김구는 내무령 제1호로서 국민대표회의의 해산을 명령했다. 이에 일부 이르쿠츠크파 고려공산당 중심의 창조파는 노령으로 돌아가 레닌 정부의 승인을 얻어 새 정부를 수립하려 하였으나 실패하고, 결국 '한'정부를 따라갔던 창조파 인사들은 1924년 2월말을 전후하여 중국지역의 각 단체에 복귀해 개별운동을 전개하게 되었다.
한편 국민대표회의 내에는 창조파와 개조파 이외에 중도파로서 통일적 대단합을 주장하던 인사가 있었으나 그 수가 극히 적었고, 이후 회의는 6개월간 개최되었으나 본격적인 안건을 처리하지 못한 채 성과를 거두지 못하고 막을 내리게 되었다.
국민대표회의 결렬 후 임시정부는 자신의 법통성을 부인하고 새로운 통일기관의 결성을 지지하여 민족유일당운동이 전개되었다. 이것은 앞서 민족통일전선을 구축하려 시도했던 국민대표회의의 목표와 맥락을 같이하는 것이라 평가할 수 있다.